# Alfons VI av León och Kastilien
Alfons VI, den modige (spanska: Alfonso el Bravo), född 1040 eller 1041, död 1 juli 1109 i Toledo, var kung av León 1065–1109 och av Kastilien 1072–1109. Alfons kallade sig för kejsare av Spanien och erövrade Toledo från morerna 1085. Han kunde dock inte hindra Almoraviderna från att ena de muslimska staterna i Spanien det följande året. Alfons VI låg också i konflikt med den berömde El Cid som var hans vasall. Han efterträddes av sin dotter Urraca.